# Mortola Superiore
Mortola Superiore is een plaats (frazione) in de Italiaanse gemeente Ventimiglia en ligt op slechts een kilometer van de Franse grens.
In dezelfde gemeente is ook een Mortola Inferiore, dat zoals de naam al aangeeft lager gelegen is, aan zee.